# کوسینو
کوسینو (به ایتالیایی: Cusino) یک کومونه در ایتالیا است که در استان کومو واقع شده‌است.

## خصوصیات
کوسینو ۹٫۷ کیلومترمربع مساحت و ۲۴۷ نفر جمعیت دارد.